# Viktor Kingissepp
Viktor Eduard Kingissepp (Kaarma, 24 maart 1888 – Tallinn, 3 mei 1922) was een Estische politicus en agitator. Hij was een van de oprichters van de Communistische Partij van Estland.

## Levensloop
Kingissepp werd geboren in de tijd dat Estland deel uitmaakte van het keizerrijk Rusland. Hij doorliep een gymnasium in Kuressaare, de dichtstbijzijnde stad. Op school raakte hij al onder invloed van het marxisme.
In 1906 schreef hij zich in bij de Staatsuniversiteit van Sint-Petersburg om daar rechten te gaan studeren. In hetzelfde jaar sloot hij zich aan bij de bolsjewistische vleugel van de Russische Sociaaldemocratische Arbeiderspartij. Van studeren kwam voorlopig weinig. De partij stuurde hem naar Estland, waar hij als propagandist optrad. Toen hij in 1908 terugkwam, werd hij wegens zijn politieke activiteiten voor enkele jaren van de universiteit geschorst. Uiteindelijk zou hij pas in 1917 afstuderen.
In de jaren 1912-1914 zat hij in Narva, waar hij samen met Jaan Anvelt de bolsjewistische krant Kiir (‘De Straal’) uitgaf. Hij trok de aandacht van de autoriteiten, die hem verbanden naar andere delen van Rusland. In de jaren 1914-1916 leefde hij in de goebernija’s Tver en Kazan. In 1916 werd hij opgeroepen voor het Russische leger. Hij werkte als administrateur bij de troepen in Transkaukasië.
Na de Februarirevolutie van 1917 keerde hij terug naar Estland, waar hij sovjets opzette in Narva. Na de Oktoberrevolutie trad hij op als voorzitter van het Revolutionair Oorlogscomité in Estland, dat een bolsjewistische staatsgreep voorbereidde. Kingissepp zette een eigen bolsjewistisch leger op, de Rode Garde, en probeerde het voorlopige parlement  van Estland, de Maapäev, ontbonden te krijgen. Er ontstond een chaotische situatie waarbij de bolsjewieken en de voorstanders van een onafhankelijk Estland op een confrontatie aankoersten, maar daaraan kwam een einde toen in februari 1918 Duitse troepen Estland onder de voet liepen.
Kingissepp vertrok naar Rusland, waar hij ging werken bij de Tsjeka, de bolsjewistische geheime dienst. Een van zijn taken in de zomer van 1918 was het onderzoek naar een vermeend moordcomplot tegen Vladimir Lenin. In november van dat jaar kreeg hij de opdracht terug te gaan naar Estland om illegaal werk voor de partij te doen. Hij werd het hoofd en de belangrijkste ideoloog van de ondergrondse communistische beweging in Estland en hij was de initiatiefnemer voor de uitgifte van een groot aantal vlugschriften en pamfletten. Hij was officieel minister van Buitenlandse Zaken van de Gemeenschap van Arbeiders van Estland (al werd zijn taak door Johannes Käspert waargenomen}, de kortstondig bestaande bolsjewistische staat op het grondgebied van Estland. Nadat de bolsjewieken door het Estische Volksleger uit Estland verdreven waren, was Kingissepp in augustus 1919 betrokken bij de voorbereidingen voor het eerste Estische vakbondscongres in augustus 1919 en het lukte hem dat congres te bewegen steun uit te spreken voor de bolsjewieken.  Nadat op 2 februari 1920 de Vrede van Tartu was getekend en Estland een onafhankelijke staat was geworden, die ook door de Sovjet-Unie was erkend, zetten de Estische communisten een eigen communistische partij op. Die werd officieel opgericht op 5 november 1920 en was nog steeds nauw verbonden met de Communistische Partij van de Sovjet-Unie. De partij, die streefde naar aansluiting van Estland bij de Sovjet-Unie, was illegaal, maar mantelorganisaties konden min of meer vrij opereren. Zo waren de communisten tussen 1920 en 1923 met vijf van de honderd zetels in de Riigikogu, het Estische parlement, vertegenwoordigd onder de naam Ametiühingud (‘vakbonden’). Kingissepp coördineerde de activiteiten van de communistische parlementariërs en de communistische leden van de gemeenteraad van Tallinn en organiseerde stakingen en demonstraties.
In de nacht van 2 op 3 mei 1922 werd Kingissepp op zijn onderduikadres in Tallinn gearresteerd door de Estische Veiligheidspolitie (Kaitsepolitsei). In de loop van 3 mei werd hij volgens een snelrechtprocedure berecht en wegens landverraad ter dood veroordeeld. Dezelfde avond nog werd hij door een vuurpeloton terechtgesteld. Om te voorkomen dat zijn graf een bedevaartsoord voor communisten zou worden, werd zijn lijk verzwaard met ijzeren gewichten ergens tussen de eilanden Aegna en Naissaar in zee gegooid.

## Privéleven
Viktor Kingissepp trouwde in 1906 met Berta Ringsmann. Het paar kreeg twee zoons, Endel Anatol (1907-1942) en Sergei Voldemar (1909-1941), maar scheidde in 1910. Sergei werd in 1940, na de Sovjetbezetting van Estland, het hoofd van de NKVD, de Sovjet-veiligheidsdienst, in Tallinn en liet in die functie een aantal mensen executeren die betrokken waren geweest bij de arrestatie van zijn vader.
In 1911 hertrouwde Viktor met Elsa Lell (1887-1952). Elsa bekleedde diverse lagere functies in het bestuur van de Sovjet-Unie en vertaalde propaganda uit het Russisch in het Estisch en Duits. Toen Viktor in november 1918 terugkeerde naar Estland, bleef zij in Petrograd.
In de laatste jaren van zijn leven had Viktor Kingissepp een relatie met Alice Lewald (1900-1991), de latere vrouw van Jaan Anvelt.

## Reputatie in de Sovjet-Unie

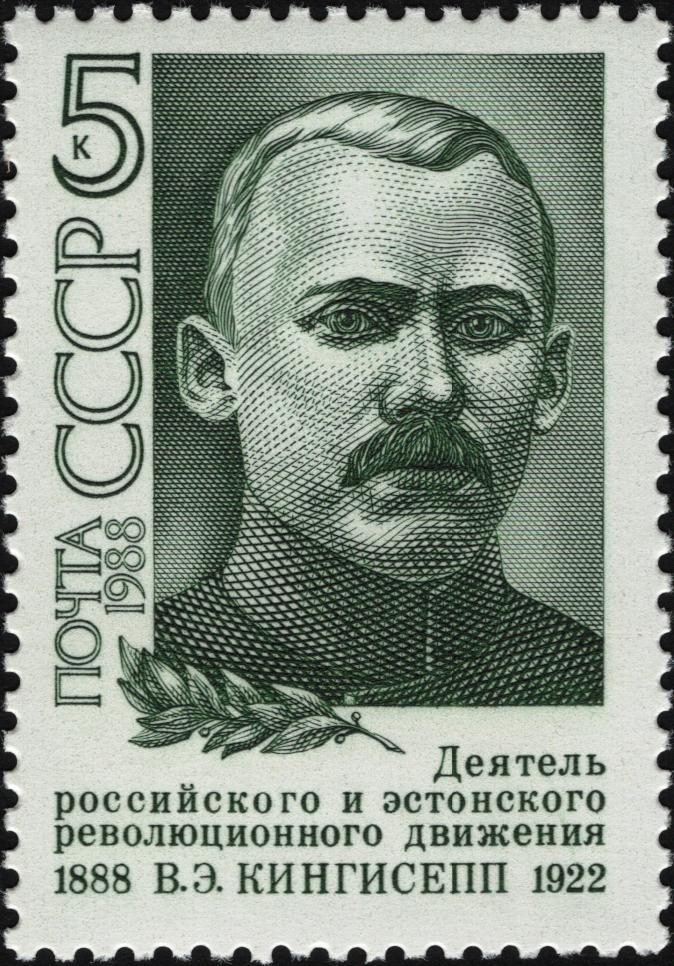
Een jonge Viktor Kingissepp op een postzegel van de Sovjet-Unie (1988)

Op 1 december 1924 deden de Estische communisten een mislukte couppoging. 125 communisten kwamen daarbij om het leven, 500 werden gearresteerd. De leiders van de coup, Jaan Anvelt en Karl Rimm, wisten naar de Sovjet-Unie te ontkomen. Daar vervulden ze diverse functies, tot ze in 1937 allebei in ongenade vielen. Ze werden beiden vermoord en golden daarna als ‘vijanden van het volk’.
Kingissepp was door zijn vroege dood aan dit lot ontkomen. Vandaar dat zijn positie als martelaar voor de communistische zaak binnen de Sovjet-Unie onaantastbaar was. Nog in het jaar van zijn dood, 1922, werd de Russische stad Jamburg omgedoopt in Kingisepp (Russisch: Кингисепп). De stad ligt ongeveer 20 km ten oosten van Narva aan de spoorlijn van Narva naar Sint-Petersburg. In 1952 werd Kuressaare, de stad waar hij op school was geweest, omgedoopt in Kingissepa. In 1988 werd deze naamsverandering weer ongedaan gemaakt, maar het Russische Kingisepp heet nog steeds zo.
Veel Estische plaatsen kregen tijdens de Sovjetbezetting een Viktor Kingisseppstraat en ook werd een aantal standbeelden voor hem opgericht. De Sovjetposterijen hebben driemaal een postzegel met een portret van Kingissepp uitgegeven, in 1950, 1963 en 1988. De schouwburg van Tallinn, nu het Eesti Draamateater, heette tussen 1957 en 1989 V. Kingissepa nimeline Tallinna Riiklik Akadeemiline Draamateater (‘V. Kingissepp Academisch Staatsdramatheater van Tallinn’). In het dorp Poka lag een kolchoz met de naam Viktor Kingissepp. Er zijn drie films over zijn leven gemaakt. Sinds het herstel van de Estische onafhankelijkheid in 1991 zijn alle naar Kingissepp genoemde straten herdoopt en de standbeelden weggehaald.